# Characoma nilotica
Characoma nilotica är en fjärilsart som beskrevs av Alois Friedrich Rogenhofer 1882. Characoma nilotica ingår i släktet Characoma och familjen trågspinnare. Inga underarter finns listade i Catalogue of Life.